# IniciativAngola
IniciativAngola (IA) je dobrodelno mladinsko društvo, ki deluje po zgledu svetnika in zavetnika mladih, don Boska s ciljem podpirati izobraževalne in zdravstvene projekte v Angoli, mladim ljudem omogočiti izobrazbo, ter jim tako dati prihodnost. Ukvarja pa se tudi z osveščanjem mladih na avstrijskem Koroškem za stisko soljudi in jih izobraževati na razvojno-političnem področju. Sedež ima v Šentprimožu, pisarno pa v Celovcu. 
Z zbranimi sredstvi društvo pomaga sedmim centrom don Boskovih sester HMP v Angoli - Luanda, Cacuaco, Calulo, Benguela, Lwena, Cabinda in Zango -, ki domačinom nudijo izobrazbo, vero in zatočišče.
Predsednik društva je Hanzej M. Rosenzopf SDB, podpredsednik Christian Urak, poslovodkinja Krista Hutter, blagajničarka Bernadet Urank, tajnica pa Tereza Hartmann. Člani odbora se redno zbirajo in pomagajo pri organizaciji akcij in dogodkov. V društvu je včlanjenih čez 210 oseb.
Od svoje prve aktivnosti, 1. misijonske tombole pa do leta 2013 so za Angolo zbrali že čez 890.000€ pomoči.

## Ustanovitev
Leta 1996 je župnijo Šentprimož na avstrijskem Koroškem obiskala sestra Zvonka Mikec HMP in predstavila svoje misijonarsko delo v Angoli. Domača mladina je še isto leto sklenila organizirati prvo misijonsko tombolo. Posamezniki so se dve leti pozneje, 1998, odpravili v Angolo, da bi zbrani denar izročili don Boskovim sestram in svoj čas posvetili domačinom.
Leta 2004 se je zaradi številčnih projektov pojavila potreba po ustanovitvi društva IniciativAngola.

## Dejavnosti
Misijonska tombola je od leta 1996 postala vsakoletna stalnica. Vsako leto se samo s tombolo zbere približno 15.000€. Sledili pa so ji še drugi projekti:
- koncerti (Festiva, Tussangana, Koncert za Angolo, Pesem za Angolo, Mama, Fugero for Africa, Glasovi za Angolo, Symphonia lucis, ...)
- razne prireditve (Adoremus, AfriCa-Ball, križev pot, molitveni shod, Respect Religion Peace, Carinthia meets Africa, Fair wear, ...)
- športna tekmovanja (Cup of Colours, Kick & Rock, Smile 4 Africa, Charity Volley, ...)
- mednarodno mladinsko srečanje Youth.Poverty.Over, ki je prvič potekalo leta 2013
- akcija »Delam in pomagam«, pri katerem mladi preko študentskega dela, namenijo zaslužek nekaj ur v dobrodelne namene

### Botrstvo
Biti boter pomeni plačevati določen mesečni znesek sestram HMP, ki delujejo v Angoli v misijonih, da lahko pokrijejo stroške šolanja otrok, jim priskrbijo dnevni obrok, šolske potrebščine, plačujejo profesorje in krijejo ostale stroške (stroške infrastrukture, prevozov, ...). Naloga botra je tudi pomoč z molitvijo.
V društvu je več kot 60 botrov, ki angolskim otrokom s finančno pomočjo omogočajo delovanje šole v Cacuacu, Vila Mornese in Quitili (podružnici Calula).

## Prostovoljstvo
V društvu je velik poudarek prav na prostovoljstvu kot ena izmed poti do solidarnosti.
Vsaka polnoletna oseba z znanjem portugalščine se lahko udeleži volontariata v Angoli za dobo od enega meseca pa do enega leta. Prostovoljec po svojih zmožnostih in znanju pomaga v misijonu in poučuje v šoli ter svoj čas posveča domačinom. Do leta 2014 je preko društva v Angoli delovalo že čez 50 prostovoljcev.
Društvo pa od leta 2011 sodeluje tudi pri evropski prostovoljni službi, projektu Mladi v akciji, ki poteka v okviru Evropske unije. Posameznik iz katerekoli države, članice EU, lahko za 6 do 12 mesecev pomaga v pisarni IniciativAngole kot prostovoljec in tako z delom pridobiva nova znanja in kompetence.